# Liste des maires d'Autun
Cet article dresse une liste par ordre de mandat des maires d'Autun.

## Liste des viergs et maires

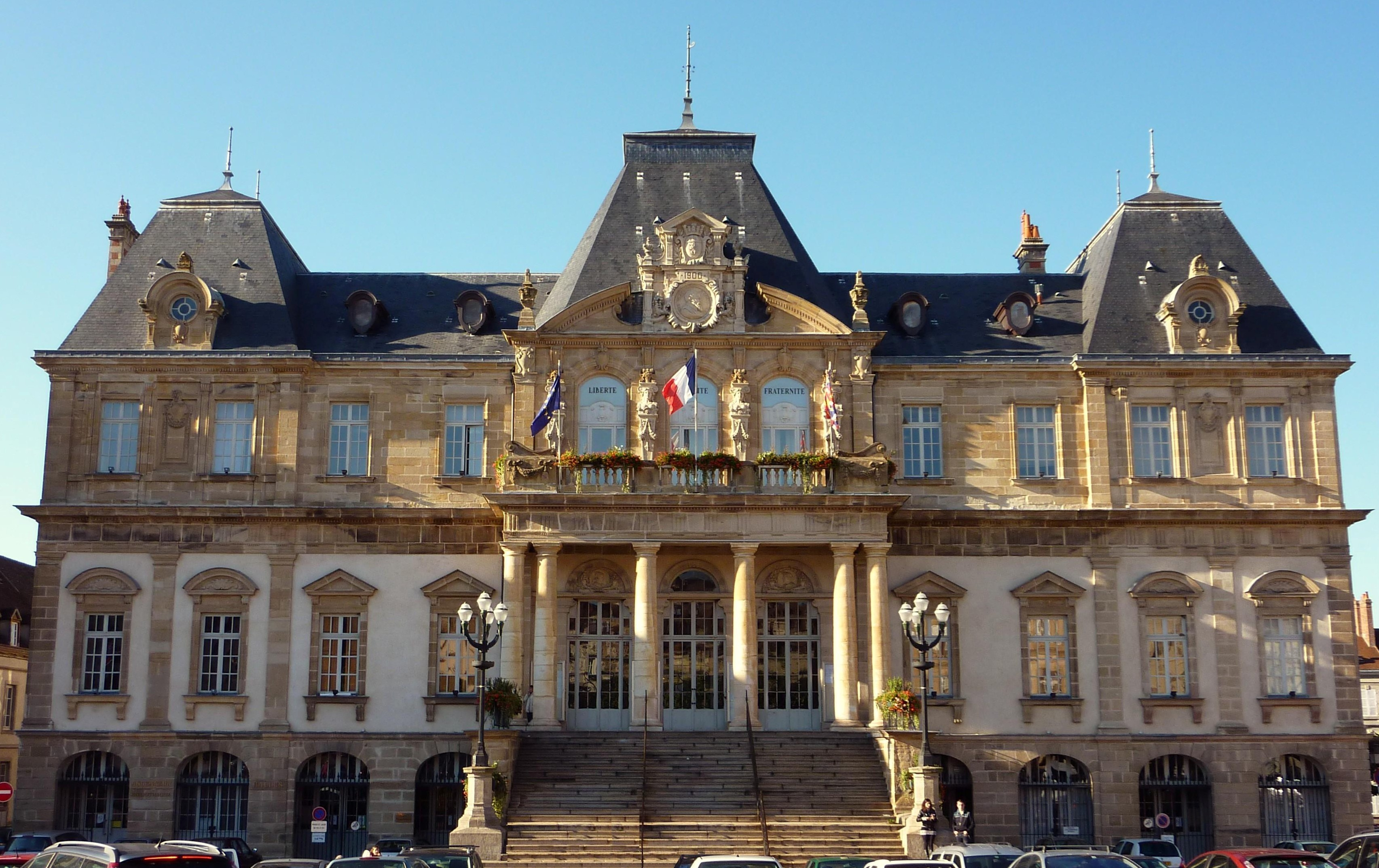
L'hôtel de ville d'Autun.

Jusqu'à la Révolution, on désignait le maire sous le nom de vierg. Cette appellation était typiquement autunoise et venait de vergobret. Le vierg était nommé à la Saint-Jean-Baptiste, le 24 juin, pour une année. Il était assisté par quatre échevins représentant la ville haute (le Château) et la ville basse (le Marchault).[réf. souhaitée]

### De 1194 à la Révolution
| Période      | Période         | Identité                 | Étiquette | Qualité |
| ------------ | --------------- | ------------------------ | --------- | --- |
| 1194         | 1194            | Renaud ??                | -         | Vierg. |
| 1540         | 1541            | Hugues Rolet             | -         | Vierg. |
| 24 juin 1558 | 24 juin 1559    | Étienne Dechevannes      | -         | Avocat. |
| 24 juin 1561 | 24 juin 1562    | Jacques Bretagne         | -         | Lieutenant-général de la Chancellerie. Participe aux États généraux de Pontoise (juin 1561), où il se fait l’avocat des Réformés, sinon leur porte-étendard. Redeviendra vierg en 1566. |
| 24 juin 1562 | 24 juin 1566    | Georges Venot            | -         | Bailli du Chapitre. |
| 24 juin 1566 | 24 juin 1567    | Jacques Bretagne         | -         | Seigneur de Lally à compter de 1566. |
| 24 juin 1567 | 24 juin 1569    | Georges Venot            | -         | - |
| 24 juin 1569 | 24 juin 1571    | Philibert Tixier         | -         | Procureur de la Gruerie. |
| 24 juin 1571 | 24 juin 1573    | Claude Berthault         | -         | Seigneur de la Vesvre. |
| 24 juin 1573 | 24 juin 1575    | Georges Venot            | -         | - |
| 24 juin 1575 | 24 juin 1577    | Claude Berthault         | -         | - |
| 1579         | 1581            | Jean de Ganay            | -         | - |
| 1581         | 1582            | Antoine Rollet           | -         | - |
| 1583         | 1589            | Odet de Montagu          | -         | Lieutenant de la Chancellerie. |
| 1589         | 1591            | Jacques de Ganay         | -         | - |
| 1591         | 1594            | Philippe Venot           | -         | - |
| 1595         | 1596            | Jacques Guijon           | -         | Lieutenant criminel. |
| 1613         | 1614            | Simon de Montagu         | -         | Lieutenant-général de la Chancellerie. |
| 1618         | 1619            | Jacques Arthault         | -         | - |
| 1620         | 1621            | Barthélémy d’Arlay       | -         | - |
| 1650         | 1651            | Odet de Montagu          | -         | lieutenant-général de la Chancellerie. |
| 1658         | 1659            | Claude Thiroux           | -         | vierg |
| 1666         | 1667            | Claude Thiroux           | -         | vierg |
| 1668         | 1669            | André Cortelot de Noiron | -         | lieutenant criminel. |
| 1674         | 1675            | Hubert de Morey          | -         | vierg. |
| 1676         | 1677            | Nicolas de Bart          | -         | avocat. |
| mai 1736     | 1740            | André de Fontenay        | -         | secrétaire du roi. |
| 1740         | 1784            | Toussaint Roux           | -         | conseiller du roi, vierg puis maire. |
| 1784         | 20 juillet 1789 | Claude-Pierre Roux       | -         | maire, président au présidial d'Autun. |

### XVIIIeetXIXesiècles
| Période                                  | Période           | Identité                           | Étiquette   | Qualité                      |
| ---------------------------------------- | ----------------- | ---------------------------------- | ----------- | ---------------------------- |
| 11 février 1790                          | 23 octobre 1790   | Anne-Paul de Fontenay de Sommant   |             |                              |
| 15 novembre 1790                         | 14 novembre 1791  | Jean-Baptiste Raffatin             |             |                              |
| 14 novembre 1791                         | 16 septembre 1792 | Ferdinand Guillemardet             |             |                              |
| Les données manquantes sont à compléter. |                   |                                    |             |                              |
| ?                                        | 16 mars 1815      | Jean-Baptiste Pignot               | Monarchiste |                              |
| 16 mars 1815                             | 18 juin 1815      | André Véru                         |             | Nommé par Napoléon Ier       |
| Les données manquantes sont à compléter. |                   |                                    |             |                              |
| 1816                                     | 1817              | Marie-François Collins de Gévaudan |             |                              |
| 1817                                     | 1826              | Bernard Billardet                  |             |                              |
| 1826                                     | 1830              | Delagrange                         |             |                              |
| Les données manquantes sont à compléter. |                   |                                    |             |                              |
| 1832                                     | 1843              | Jules Laureau                      |             |                              |
| 11 septembre 1843                        | 3 avril 1848      | Victor-Prosper Rey                 |             | Ancien notaire, propriétaire |
| Les données manquantes sont à compléter. |                   |                                    |             |                              |

### Sous la Troisième République et l'État français
| Période       | Période              | Identité                | Étiquette               | Qualité |
| ------------- | -------------------- | ----------------------- | ----------------------- | --- |
| mai 1876      | 1879                 | Gabriel Adolphe Magnien | Gauche radicale puis GD | Député de Saône-et-Loire (1885 → 1898) Conseiller général du canton d'Autun (1878 → 1886) Sénateur (1898 → 1914) |
| juin 1879     | 1884                 | Pierre-Marie Truchot    | Républicain             | Négociant Conseiller général du canton d'Epinac (1871 → 1890)                                                    |
| mai 1884      | juillet 1916 (décès) | Germain Perier          | Républicain puis GD     | Avocat et viticulteur Député de Saône-et-Loire (1898 → 1916) Conseiller général du canton d'Autun (1886 → 1916)  |
| juillet 1916  | décembre 1919        | Claude Viard            |                         | |
| décembre 1919 | mai 1925             | François Perrucot       |                         | |
| mai 1925      | mai 1929             | Jean Trémeau            |                         | |
| mai 1929      | octobre 1932         | François Perrucot       |                         | |
| octobre 1932  | novembre 1944        | Fernand Renaud          | URD                     | Médecin Conseiller général du canton d'Autun (1919 → 1940)                                                       |

### Depuis 1944
| Période        | Période                    | Identité                   | Étiquette                   | Qualité |
| -------------- | -------------------------- | -------------------------- | --------------------------- | --- |
| novembre 1944  | octobre 1947               | Chanoine François Trinquet |                             | Curé de la cathédrale d'Autun |
| octobre 1947   | mars 1965                  | René Monrose               |                             | Enseignant |
| mars 1965      | janvier 1969               | Pierre Vieillard-Baron     | DVD                         | Conseiller général du canton d'Autun (1951 → 1970) |
| janvier 1969   | juin 1995                  | Marcel Lucotte             | RI puis UDF-PR              | Journaliste Sénateur de Saône-et-Loire (1971 → 1995) Vice-président du Sénat (1977 → 1978) Conseiller régional de Bourgogne (1972 → 1988) Président du conseil régional de Bourgogne (1978 → 1979 puis 1985 → 1989) Conseiller général du canton d'Autun (1970 → 1973) Conseiller général du canton d'Autun-Sud (1973 → 1988) |
| juin 1995      | mars 2001                  | Didier Martinet            | PS                          | Traducteur-interprète Conseiller général du canton d'Autun-Nord (1992 → 2011) |
| mars 2001      | 5 juillet 2017 (démission) | Rémy Rebeyrotte            | PS puis DVG puis Cap21-LREM | Professeur d'économie Député de la 3e circonscription de Saône-et-Loire (2017 → ) Conseiller général du canton d'Autun-Sud (1994 → 2015) Président de la CC de l'Autunois (2008 → 2013) Président du Grand Autunois Morvan (2014 → 2017)                                                                                      |
| 5 juillet 2017 | En cours                   | Vincent Chauvet            | MoDem                       | Chef d'entreprise 1er vice-président du Grand Autunois Morvan (2017 → ) |

## Responsabilités similaires sous l'Ancien Régime

### Liste partielle des baillis
| Période | Période | Identité                    | Étiquette | Qualité                                                                        |
| ------- | ------- | --------------------------- | --------- | ------------------------------------------------------------------------------ |
| 1318    |         | Jean de Chatillon           |           | Bailli de Dijon, vient exercer à Autun                                         |
| 1326    |         | Eudes lI Changerres         |           |                                                                                |
| ~1368   |         | Guillaume de Chonnes        |           |                                                                                |
| ~1452   |         | Pierre de Thoisy            |           |                                                                                |
| 1480    | 1500    | Antoine de Lamet            |           | Conseiller et chambellan du roi                                                |
| 1500    | 1503    | François Rolin de Beauchamp |           | Petit-fils de Nicolas Rolin, chancelier de Bourgogne                           |
| 1516    | 1520    | Jehan Rolin de Savoisy      |           | Conseiller et pannetier ordinaire du roi                                       |
| 1528    |         | Hugues de Loges             |           | Seigneur de La Boulaye et de Chailly-en-Auxois                                 |
| 1534    | 1556    | Louis de Loges              |           | Seigneur de Loges et de Charettes                                              |
| 1550    |         | Philibert de Marcilly       |           | Frère de l'évêque d'Autun                                                      |
| 1558    |         | Simon de Loges              |           |                                                                                |
| 1568    |         | Henri Ravier                |           | Bailli d'Autun, seigneur d'Aigrevault                                          |
| 1595    |         | Simon de Loges              |           | Seigneur de La Boulaye                                                         |
| 1595    | 1614    | Edme de Rochefort           |           | Baron de Pluvault, marquis de La Boulaye                                       |
| 1660    | 1676    | François de Toulongeon      |           |                                                                                |
| 1676    |         | François de Rochefort       |           | Marquis de La Boulaye, gouverneur des villes et châteaux de Vézelay et Avallon |

### Liste des gouverneurs
| Période         | Période         | Identité                        | Étiquette | Qualité                                                                         |
| --------------- | --------------- | ------------------------------- | --------- | ------------------------------------------------------------------------------- |
| 1589            | 1595            | Odinet de Montmoyen             |           | seigneur de Chissey                                                             |
| ~1580           |                 | Humbert de Marcilly de Cipierre |           |                                                                                 |
| ~1600           | 1620            | Charles de Marcilly de Cipierre |           |                                                                                 |
| ~1620           |                 | Gaspard II de Coligny-Saligny   |           | Comte de Saligny, baron de la Motte Saint-Jean, du Rouffet, bailli du Charolais |
| av.1685         |                 | Jean de Coligny-Saligny         |           | Comte de Saligny, (1617-1686), fils du précédent. il décédé en fonction         |
| 1696            | 1723            | Pierre Quarré d'Aligny          |           | Comte d'Alligny                                                                 |
| 1723            | 1730            | Claude Quarré d'Aligny          |           | 3e fils du précédent                                                            |
| 29 mars 1752    | 15 janvier 1767 | Jacques-Anne, marquis de Ganay  |           |                                                                                 |
| 15 janvier 1767 | 1789            | Paul-Louis, marquis de Ganay    |           |                                                                                 |